# Ośrodek Diagnostyki i Zwalczania Zagrożeń Biologicznych
Ośrodek Diagnostyki i Zwalczania Zagrożeń Biologicznych Wojskowego Instytutu Higieny i Epidemiologii – wojskowy ośrodek naukowy specjalizujący się w wykrywaniu i oznaczaniu patogenów biologicznych, zwłaszcza nietypowych lub niezwykle niebezpiecznych. Siedziba Ośrodka znajduje się w Puławach.
Ośrodek prowadzi badania i ekspertyzy w zakresie:
- wykrywania i identyfikacji czynników biologicznych;
- aktywności środków hamujących wzrost bakterii;
- aktywności dezynfekcyjnych preparatów przeznaczonych dla celów obronnych;
- monitoringu zagrożeń biologicznych w środowisku (woda, gleba, powietrze itp.)

Ośrodek wyposażony jest w laboratorium III klasy bezpieczeństwa (najwyższej w Polsce) przez co jest jednostką referencyjną w diagnostyce mikrobiologicznej dużej części drobnoustrojów i wirusów (m.in. laseczek wąglika Bacillus anthracis).

## Historia i powstanie ODiZZB
Początek istnienia wojskowego ośrodka naukowego w Puławach wiąże się z przeniesieniem Centrum Wyszkolenia i Badań Weterynaryjnych do tego miasta w 1949. W latach następnych po zmianach strukturalnych oprócz funkcji szkoleniowych placówka ta staje się także ważnym ośrodkiem naukowo-badawczym. Dzięki licznym kontaktom z placówkami naukowymi zarówno cywilnymi jak i wojskowymi w kraju i zagranicą, oraz prowadzonym badaniom placówka wnosi znaczny wkład w postęp nauk weterynaryjnych, a zwłaszcza toksykologii, radiobiologii, mikrobiologii i higienie środków spożywczych. 
Oprócz działalności naukowej ośrodek w Puławach prowadzi szkolenia dla potrzeb wojskowej służby zdrowia, a także jest organizatorem wielu sympozjów, konferencji, kursokonferencji. Część oficerów pracujących w puławskim ośrodku pełniła służbę w ramach ONZ na Bliskim Wschodzie (Syria, Egipt), a także w innych misjach zagranicznych (Irak, Kambodża). 
W 1990 Wojskowy Ośrodek Naukowo-Badawczy Służby Weterynaryjnej w Puławach decyzją Szefa Sztabu Generalnego WP staje się częścią Wojskowego Instytutu Higieny i Epidemiologii w Warszawie zachowując dużą samodzielność. Priorytetem badań prowadzonych w Ośrodku stają się czynniki broni biologicznej, a szczególnie ich szybkie wykrywanie i neutralizacja. W ostatnich latach szczególnego znaczenia nabiera ścisła współpraca z ośrodkami badawczymi w USA. W 2000 ważnym wydarzeniem było oddanie do użytku jedynego w Polsce laboratorium III klasy bezpieczeństwa (BSL-3) pozwalającego na bezpieczną pracę z groźnymi drobnoustrojami. Obecna nazwa – Ośrodek Diagnostyki i Zwalczania Zagrożeń Biologicznych została nadana w 2002.

## Struktura
W skład Ośrodka wchodzą dwa zakłady naukowe (z pracowniami):
1. Zakład Higieny i Ochrony Żywności (kierowany przez dr Romualda Gryko)
  - Pracownia Mikrobiologii Żywności
  - Pracownia Badania Toksyn Bakteryjnych
  - Pracownia Badania Żywności Genetycznie Modyfikowanej
2. Zakład Epizootiologii i Epidemiologii (kierowany przez ppłk. dr Zbigniewa Mizaka)
  - Pracownia Diagnostyki Czynników Bioterrorystycznych (BSL-3)
  - Pracownia Badania Środków Przeciwbakteryjnych i Dezynfekcyjnych
  - Pracownia Badania Nowych Technik Diagnostycznych i Technologii Obronnych
  - Pracownia Mikrobiologii Klinicznej
  - Sekcja Analizy i Informacji Naukowej

## Kierownicy Ośrodka
- 1945–1947 – płk dr n. wet. Józef Zagajewski
- 1947–1960 – płk lek. wet. Władysław Jonczy
- 1960–1968 – płk lek. wet. Anatol Sienkiewicz
- 1968–1977 – mjr lek. wet. Janusz Kujawski
- 1977–1985 – ppłk prof. dr hab. n. wet. Jerzy Mierzejewski
- 1985–2011 płk prof. dr hab. n. wet. Michał Bartoszcze
- od 2011 – 2020 ppłk dr n. biol. Marcin Niemcewicz